# Parliament Square (Ramsey)

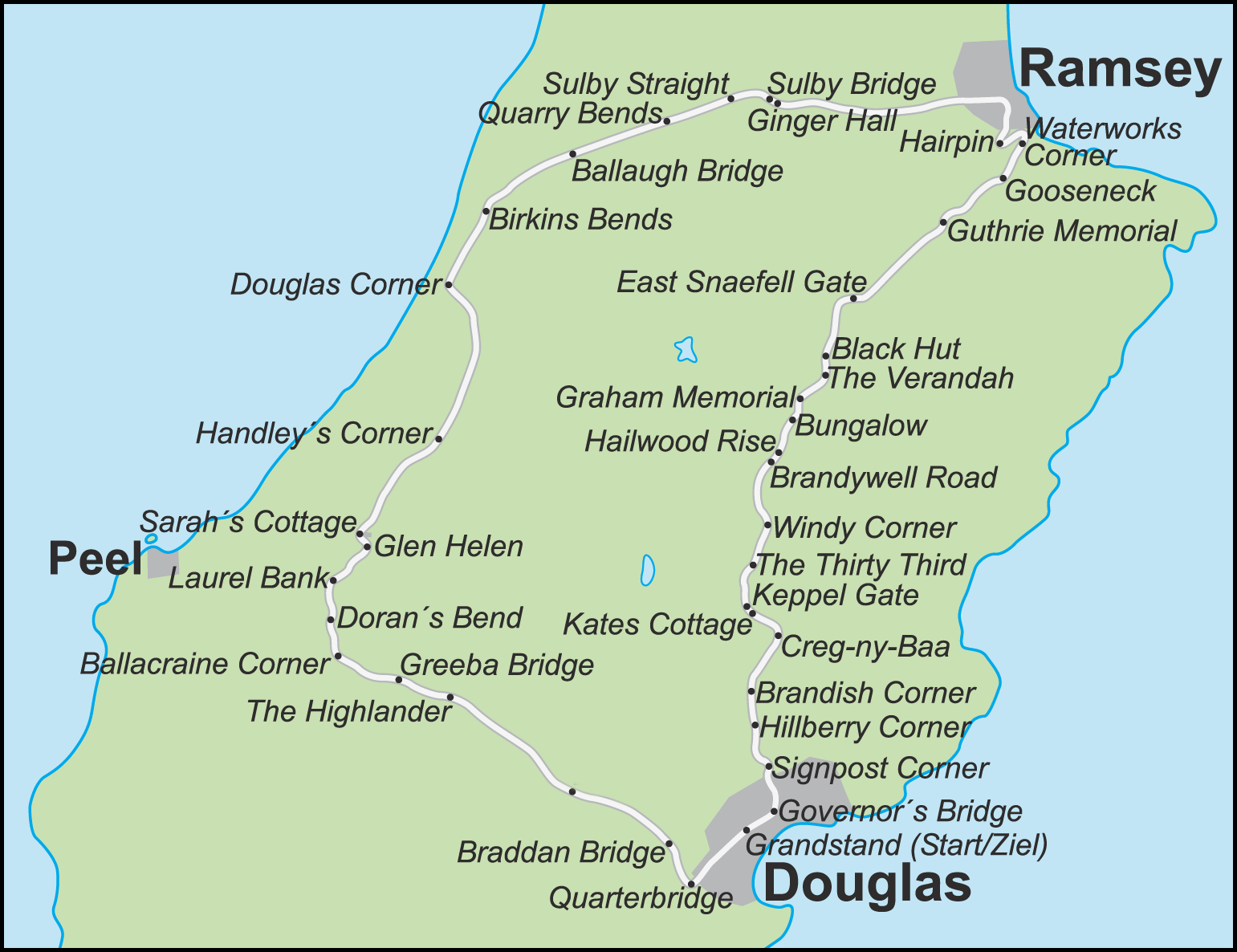
Parliament Square ligt in Ramsey.

De Mountain Course in en rond Ramsey

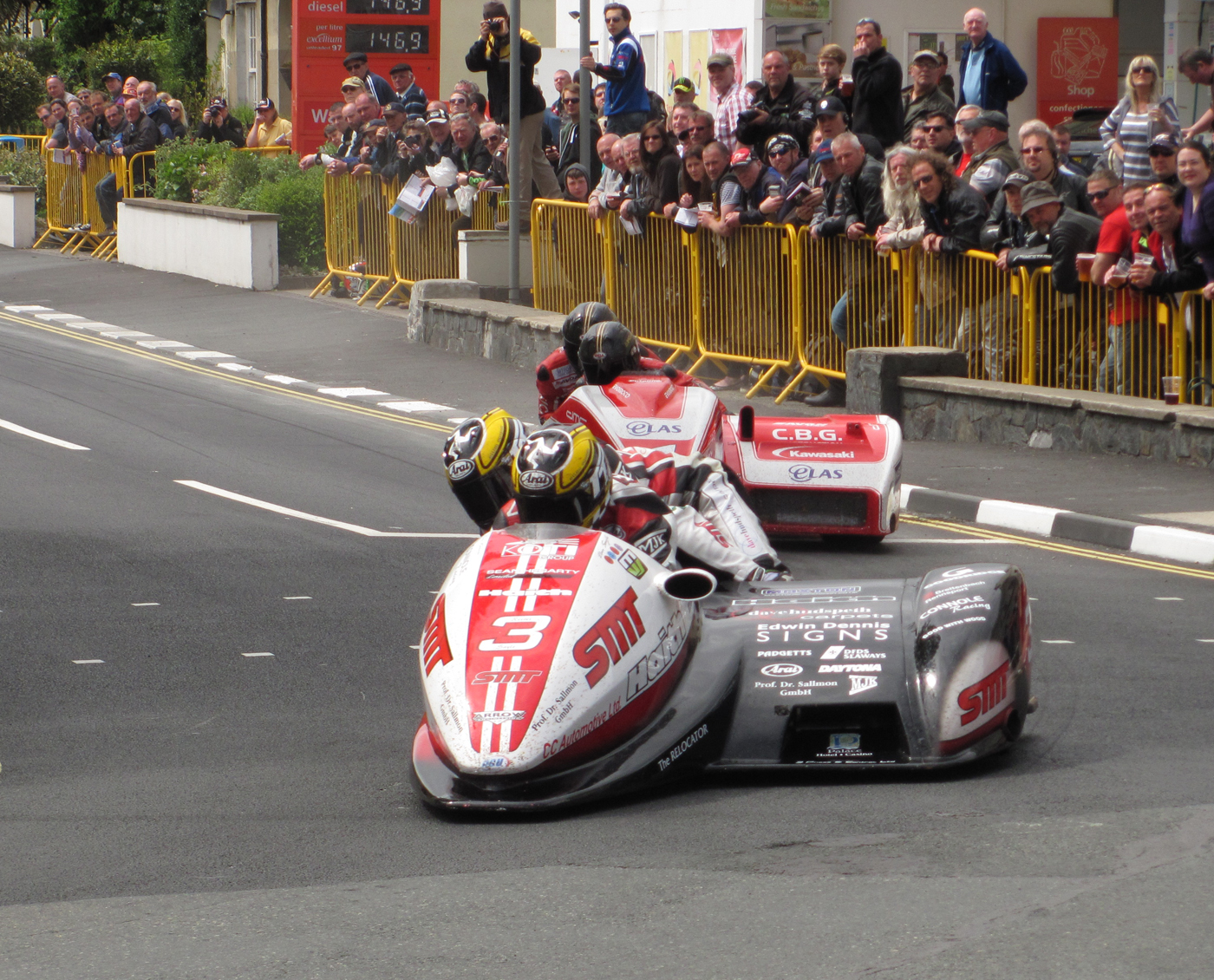
Tim Reeves/Dan Sayle (3) & Dave Molyneux/Patrick Farrance (1) tijdens de Sidecar TT bij Parliament Square

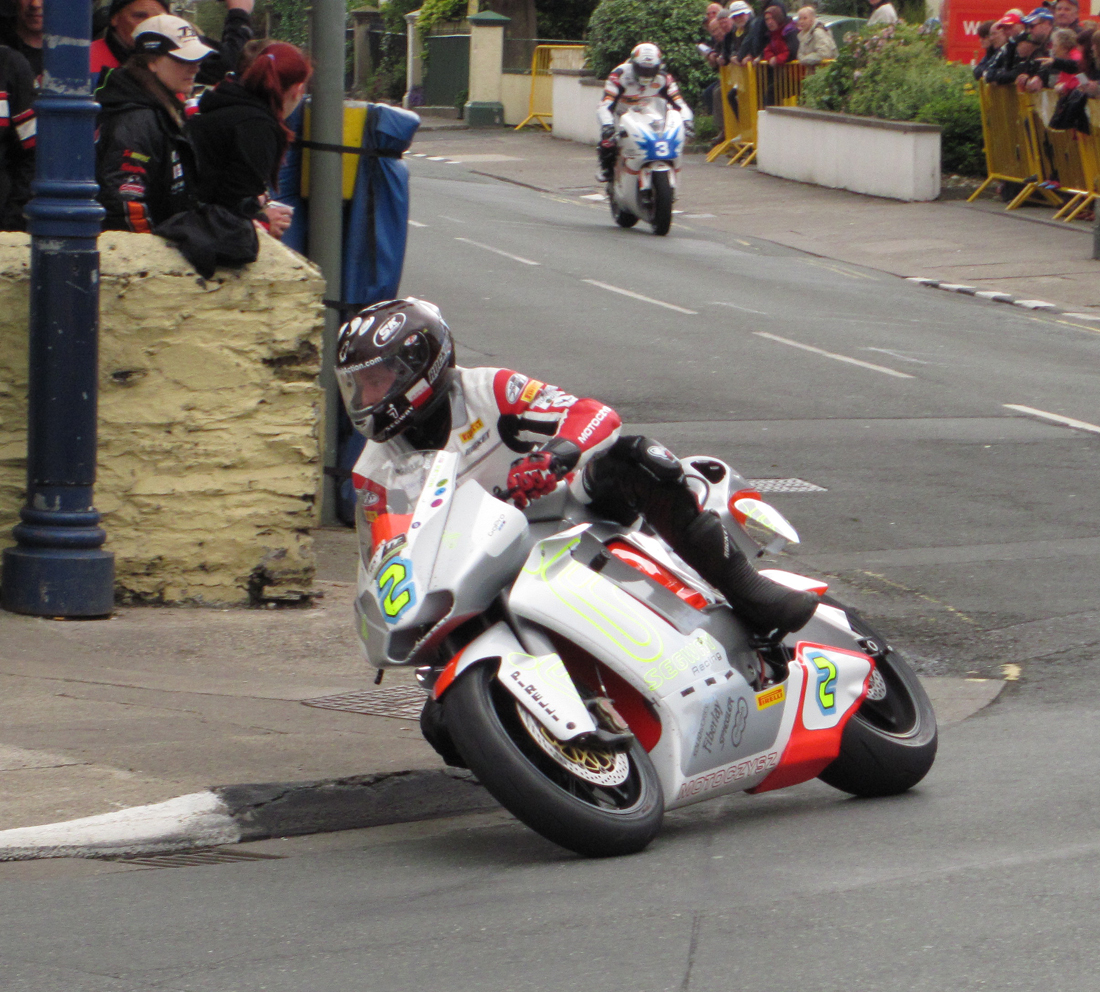
aanremmen en insturen vanaf Lezayre Road naar Parliament Square

Parliament Square (Manx: Kerrin y Valley of Marktplein) is een plein in de stad Ramsey op het Man. Het vormt de overgang van de A3 Castletown - Ramsey met de A2 Ramsey - Douglas en een kruispunt met de A9 Ramsey - Andreas Road. Het ligt in de civil parish Lezayre.

## Isle of Man TT en Manx Grand Prix
Parliament Square ligt ook tussen de 23e en de 24e mijlpaal van de Snaefell Mountain Course, het stratencircuit dat wordt gebruikt voor de Isle of Man TT en de Manx Grand Prix. Het maakte ook al deel uit van de Highroads Course die werden gebruikt voor de Gordon Bennett Trial en de RAC Tourist Trophy tussen 1908 en 1922. Het was het meest oostelijke punt van de "Sandygate Loop", een noordelijke omweg die de Highland Course langer maakte dan de huidige Snaefell Mountain Course. Vanaf 1906 werd voor de autorace de Short Highroad Course gebruikt, waar de Sandygate Loop geen deel van uitmaakte. De Isle of Man TT voor motorfietsen kwam in de eerste jaren (1907 tot 1910) nog niet door Ramsey, omdat de motorfietsen niet sterk genoeg waren om de hellingen tussen Ramsey en Douglas te nemen. Zij gebruikten de kortere St John's Short Course aan de westkant van het eiland. In 1911 veranderde dat en vanaf dat moment maakte ook Parliament Square deel uit van het circuit. In 1923 werd voor het eerst het "Manx Amateur Road Race Championship" (de latere Manx Grand Prix) georganiseerd, op hetzelfde circuit. In 1923 werd een eigen weg tussen Parliament Square en May Hill in gebruik genomen, waardoor de afstand 60,74 km werd. In 1983 werd bij een meting 60,73 km vastgesteld. Dit is de afstand die tegenwoordig nog wordt gebruikt.
Als tweede stad van het eiland trekt Ramsey veel toeschouwers aan. Daarom wordt er tijdens de trainings- en raceweken van alles georganiseerd, zoals sprintwedstrijden en een motortreffen. Coureurs die onderweg problemen met hun machine krijgen, proberen bijna altijd een punt met veel marshals en vooral een pub of hotel te bereiken. Net als Sulby Crossroads en Ginger Hall is Parliament Square een van die plaatsen. Het is nu eenmaal prettiger de race als toeschouwer te volgen met een drankje in de hand.
Vooral in het verleden, toen de kwaliteit van het asfalt minder was, ontstonden hier vaak gevaarlijke plekken door gesmolten teer. Het dagelijkse verkeer reed het grint uit het asfalt waardoor de zon vrij spel kreeg. De coureurs werden dan al voor de start gewaarschuwd voor het gevaar. In 1970 gebeurden er een groot aantal ongelukken, niet alleen bij Parliament Square, en de kritiek op de wegen groeide. De vrouw van Kel Carruthers sprak schande van het feit dat een race in 1970 op machines van 1970 niet op asfalt van 1970 verreden werd en ook de pers vond dat het wegdek niet in verhouding stond tot de verbeterde motorfietsen, remmen en banden. Motorcycle Sport weet het grote aantal sterfgevallen van 1970 zelfs aan het onderhoud van de wegen. Er vielen zes doden, waarbij Santiago Herrero in elk geval over gesmolten asfalt uitgleed. Op Parliament Square ligt de snelheid laag en hoewel valpartijen vaak voorkomen zijn het meestal vrij onschuldige schuivers.  

### Circuitverloop
Door het slechte wegdek kunnen de coureurs School House Corner niet op volle snelheid nemen. Vanaf die bocht rijden ze 500 meter over Lezayre Road om Parliament Square te bereiken. Het is een van de weinige punten waar in het parcours waar ze echt hard moeten remmen, wat wordt bemoeilijkt door het hobbelige wegdek. De coureurs draaien tussen twee pubs door rechtsaf het plein op, maar moeten meteen weer linksaf richting Queen's Pier Road. 

### Queen's Pier Road
De coureurs kunnen zodra ze Queen's Pier Road indraaien weer gas geven, maar voorzichtigheid is geboden. Vooral solomotoren hebben de neiging aan de achterkant "uit te breken", waardoor al veel coureurs hier hun Waterloo gevonden hebben. Zijspancombinaties hebben dit probleem niet. Van 1911 tot het uitbreken van de Eerste Wereldoorlog was het laatste deel van Queen's Pier Road een privéweg die nauwelijks onderhouden werd. De weg was onverhard en aan de linkerkant lag een grasrand met daarnaast een - evenmin verhard - voetpad. Dat voetpad was iets beter en daarom gebruikten sommige coureurs het. In 1912 werden er minstens 20 bijna-ongelukken gerapporteerd. Als het fout ging konden de rijders op de metalen palen van het hek aan de linkerkant worden gespietst. Lokale rijder Dougie Brown verklaarde dat de hoofdweg "erg slecht was, met een meer in het midden". Na de oorlog was de weg in andere handen gekomen, en de nieuwe eigenaar, Mr. Teare, wilde helemaal niet dat er geracet werd. Daarom werd in 1920 en 1921 een omweg via Albert Road en Tower Road genomen, om uiteindelijk bij Cruickshanks Corner weer op het normale circuit uit te komen. In 1922 had men overeenstemming bereikt met dhr. Teare en kon Queen's Pier Road weer gebruikt worden. 

### Ramsey Depot
In de eerste jaren van de Isle of Man TT lag de start/finish nog op Quarterbridge Road in Douglas. Daar was geen ruimte om bij te tanken en daarom waren er twee tankplaatsen in het parcours: Braddan Depot en Ramsey Depot, dat op de eerste meters van Queen's Pier Road lag. 

### Organisatie en teams
Al in het prille begin van de Mountain Course was Ramsey een belangrijke plaats voor de organisatie en de teams. Het een van de zeven plaatsen waar tijdens de races een telefoon beschikbaar was, en een marshal kon hier doorgeven wat er in de buurt van Ramsey gebeurde, maar ook berichten ontvangen van Race Control. Die werden met een megafoon doorgegeven aan het publiek, tot er later een omroepinstallatie langs het hele circuit werd aangelegd en er nog later radio-uitzendingen kwamen van de BBC en Manx Radio. 

### Marshals

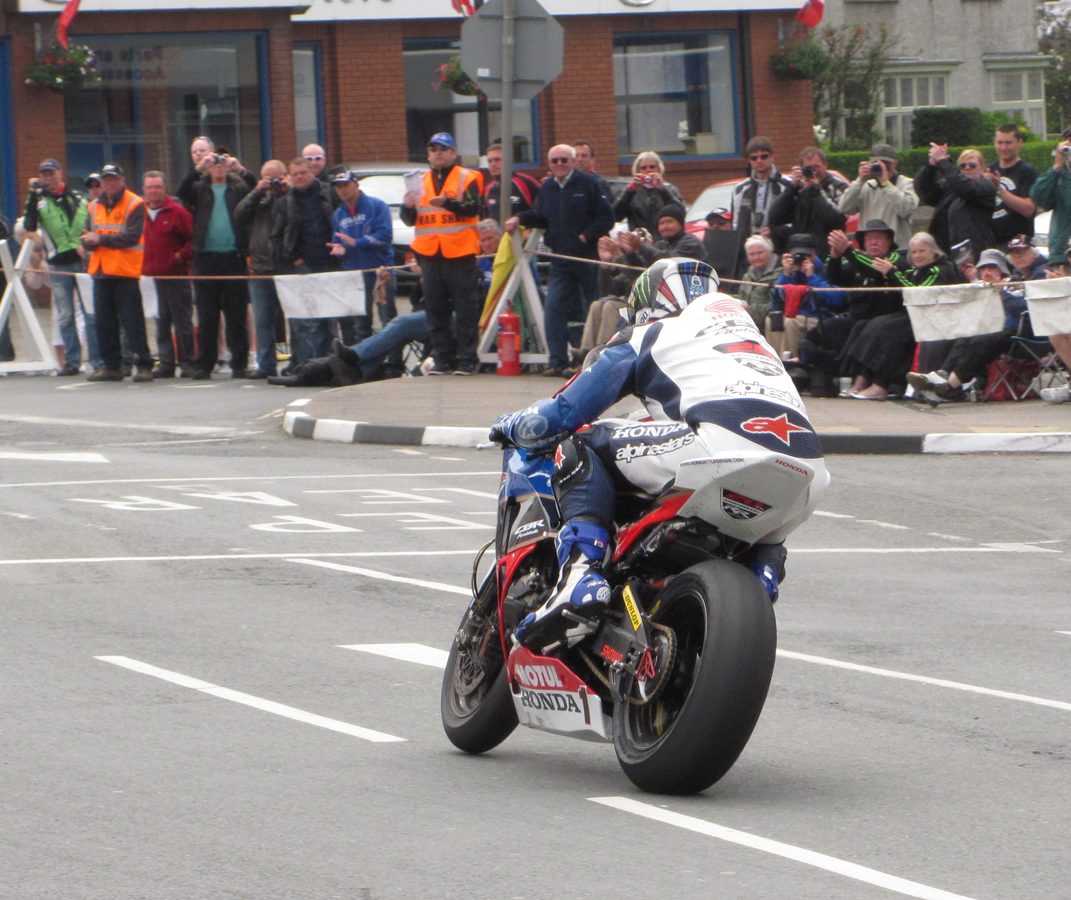
TT marshals kijken vanaf Queen's Pier Road naar de passage van John McGuinness op Parliament Square

Parliament Square is een belangrijke Marshal Sector en sinds 1935 ook een Travelling Marshal Station. Van hieruit worden travelling marshals op weg gestuurd, maar hier worden ook coureurs met schade aan hun motorfiets door de "Meatball"-vlag (zwart met oranje stip) uit de race genomen. Na inspectie door de marshal wordt de coureur soms weer op weg gestuurd, waarbij de verloren tijd wordt gecorrigeerd. 

## Gebeurtenissen bij Parliament Square
- Op 4 juni 2005 verongelukte zijspancoureur Les Harah met een 600 cc Jacobs-Yamaha tijdens de Sidecar TT.

## Trivia
- Tijdens een Formula One TT viel Richard Britten bij Parliament Square omdat hij zijn achterband bij de laatste pitstop niet had vervangen. Hij stond meteen op om naar zijn machine te rennen, maar werd gegrepen door drie verplegers. Zij duwden hem op de grond en legden een nekkraag aan, waardoor hij geen lucht meer kreeg. Door bewegingen met zijn handen en voeten probeerde hij duidelijk te maken dat hij in orde was, op een geschramde elleboog na. Hij kon zelfs opstaan, maar werd gedwongen in de reddingshelikopter te stappen. Richard verklaarde later: "Ik wilde altijd eens met een helikopter mee vliegen, maar niet op die manier".
- Tijdens de Senior Race van de Manx Grand Prix van 1979 kreeg Steve Ward de zwarte vlag bij Parliament Square. De marshal controleerde zijn motorfiets en besloot dat Steve door mocht rijden. Na correctie van de tijd bleek hij echter de snelste raceronde gereden te hebben. Een tweede correctie volgde, en Steve haalde een mooie vierde plaats.
- Marshal Mike Kneen kreeg in 1982 een startnummer door van een coureur die hij uit de race moest halen. Het bleek zijn broer Richard te zijn, die uiteraard niet blij was. Mike kon hem echter snel weer weg sturen en na correctie was Richard tweede in de race.
- In 1985 kreeg Dave Dearden een zwarte vlag vanwege een loszittende uitlaat. Hij stopte bij Parliament Square, waar hij Robert Dunlop aantrof. Die was uitgevallen en stond net een verband van zijn arm te verwijderen. Dearden greep het verband, gebruikte het om de uitlaat vast te zetten en kon verder rijden.

(Markante punten in cursief zijn onofficiële punten of worden alleen gebruikt binnen Marshal Sectors)
1e mijl:
TT Grandstand ·
Nobles Park ·
St Ninian's Crossroads ·
Bray Hill ·
Ago's Leap ·
Quarterbridge Road ·
1st Milestone ·
2e mijl:
Wal Handley Memorial Seat ·
Quarterbridge ·
Port-y-Chee Meadow ·
Braddan Bridge ·
Jubilee Oak ·
Braddan Bridge House ·
Braddan Depot ·
Snugborough (Cronk Dhoo) ·
2nd Milestone ·
3e mijl:
Union Mills (Mullen Dhoo, Mwyllin Dhoo Aah, Mullin Doway) ·
Railway Inn ·
Ballahutchin Hill (Elm Bank Hill) ·
3rd Milestone ·
4e mijl:
Ballafreer ·
Glenlough ·
Ballagarey Corner ·
Glen Vine (Glen Darragh) ·
Ballabeg ·
4th Milestone ·
5e mijl:
Crosby ·
Crosby Left (Vicarage Corner) ·
Crosby Cross-Roads ·
5th Milestone ·
6e mijl:
Crosby Hill (Ballaglonney Hill of Halfway Hill) ·
Halfway House (The Waggon & Horses) ·
St Trinian's ·
The Highlander ·
Greeba Verandah ·
Pear Tree Cottage ·
Greeba Castle ·
6th Milestone ·
7e mijl:
Appledene (Shimmin's Corner) ·
Central Valley (Greeba Gap) ·
Greeba Bridge ·
The Hawthorn ·
Knock Breck ·
Gorse Lea ·
7th Milestone ·
8e mijl:
Ballagarraghyn ·
Ballacraine ·
Ballaspur ·
Ballig ·
8th Milestone ·
9e mijl:
Ballig Bridge ·
Doran's Bend ·
Laurel Bank ·
9th Milestone ·
10e mijl
Glen Moar Mill ·
Black Dub ·
Quarter-Distance Marker ·
The Vaish ·
Glen Helen (Glen Rhenass) ·
Sarah's Cottage ·
Creg Willey's Hill ·
10th Milestone ·
11e mijl:
Lambfell Beg ·
Lambfell (Moar) Cottage ·
Cronk-y-Voddy (Cronk-y-Voddy Straight) ·
Cronk-y-Voddy Cross Roads ·
Molyneux's ·
Cronk Bane Farm ·
11th Milestone ·
12e mijl:
Drinkwater's Bend ·
Handley's Corner (Cronk-y-Fedjag, Ballamenagh) ·
12th Milestone ·
13e mijl:
McGuinness's (Shoughlaigue Bridge) ·
Ballaskyr ·
Barregarrow Cross Roads (Cronk Aashen) ·
Barregarrow ·
Little Bray ·
Barregarrow Bottom ·
Cammal Farm ·
Cronk Urleigh ·
13th Milestone ·
14e mijl:
Ballalonna Bridge ·
Westwood Corner ·
Ballakinnag ·
14th Milestone ·
15e mijl:
Douglas Road Corner ·
Glen Wyllin Corner ·
The Mitre ·
Dave Saville Memorial Seat ·
Kirk Michael ·
The White House ·
15th Milestone ·
16e mijl:
Birkin's Bend ·
Rhencullen ·
Bishopscourt ·
Bishopscourt Farm Bends ·
Bishopscourt Straight ·
Orrisdale North ·
16th Milestone ·
17e mijl:
Dub Cottage (Bishop's Dub) ·
Alpine Cottage ·
Balla Cobb ·
17th Milestone ·
18e mijl:
Ballaugh Bridge ·
Ballaugh ·
Gwen's ·
Ballacrye Corner ·
Ballacrye ·
18th Milestone ·
19e mijl:
Quarry Bends ·
Ballavolley ·
Wildlife Park ·
Sulby Straight ·
Half-distance Marker ·
19th Milestone ·
20e mijl:
Sulby ·
Sulby Glen Hotel ·
Sulby Crossroads ·
Sulby Bridge ·
20th Milestone ·
21e mijl:
Ginger Hall ·
Kerrowmoar ·
21st Milestone ·
22e mijl:
Glen Duff ·
Glentramman ·
Temple Corner (Water Through Corner) ·
Glentramman Loop Road ·
Churchtown ·
Caravan ·
22nd Milestone ·
23e mijl:
Lezayre War Memorial ·
Ballakillingan ·
Conker Fields ·
K-tree ·
Sky Hill ·
Milntown Cottage (Pinfold Cottage) ·
Milntown Bridge (Glen Auldyn Bridge) ·
Milntown ·
Gardener's Lane ·
23rd Milestone ·
24e mijl:
Lezayre Road ·
School House Corner (Crossags, Russel's Corner) ·
Parliament Square ·
Queen's Pier Road ·
Ramsey Depot ·
Cruickshanks Corner ·
May Hill ·
24th Milestone ·
25e mijl:
Whitegates ·
Stella Maris ·
Ramsey Hairpin ·
Little Gooseneck ·
Water Works Corner ·
Ballure Reservoir ·
Mountain Section ·
Tower Bends ·
25th Milestone ·
26e mijl:
Gooseneck ·
Joey's (26th Milestone) ·
27e mijl:
Guthrie's Memorial ·
The Cutting ·
27th Milestone ·
28e mijl:
Milligan's Bridge ·
Mountain Mile ·
28th Milestone ·
29e mijl:
Three-Quarter distance marker ·
Mountain Box (East Mountain Gate, East Snaefell Gate) ·
29th Milestone ·
30e mijl:
Casey's (Rice's Corner, George's Folly) ·
Black Hut (Stonebreakers Hut, Shepherd's Hut) ·
John Smyth Memorial Shelter ·
Verandah ·
30th Milestone ·
31e mijl:
Bungalow Bridge ·
Stonebridge ·
Les Graham Memorial ·
Bungalow Bends ·
McIntyre Box ·
Murray's Museum ·
Joey Dunlop Memorial ·
The Bungalow ·
31st Milestone ·
32e mijl:
Hailwood's Rise ·
Hailwood's Height ·
Brandywell (West Mountain Gate, Beinn-y-Phott Gate, Bungalow Gate) ·
Duke's (32nd Milestone) ·
33e mijl:
Windy Corner (Nobles Corner) ·
Nobles Park Road ·
Slieu Lhost Quarry ·
Thirty-Third (33rd Milestone) ·
34e mijl:
Keppel Gate (Clarke's Corner) ·
Kate's Cottage (Shepherd's House) ·
34th Milestone ·
35e mijl:
Creg-ny-Baa (the Keppel Hotel) ·
Gob-ny-Geay (Sunny Orchard) ·
35th Milestone ·
36e mijl:
Brandish Corner (Telegraph Hill, O'Donnell's en Upper Hillberry Corner) ·
Hillberry Corner ·
36th Milestone ·
37e mijl:
Glen Dhoo Farm ·
Hillberry Road ·
Cronk-ny-Mona ·
Johnny Watterson's Lane ·
Signpost Corner ·
Bedstead Corner ·
The Nook ·
37th Milestone ·
38e mijl:
Bemahague ·
Governor's Bridge ·
Governor's Dip ·
Glencrutchery Road ·
38th Milestone